# 巴斯勳章
至尊巴斯勋章（英語：The Most Honourable Order of the Bath），旧称至尊巴斯军事勋章，由乔治一世在1725年5月18日设立。巴斯一名来自于中世纪时代，册封骑士的其中一种仪式——沐浴，象征着净化。以这种方式册封的骑士称为“沐浴骑士”，音译为“巴斯骑士”。乔治一世为这些骑士设立了巴斯骑士团，但他本人并非巴斯骑士，因为巴斯骑士此前并非骑士团，管理依据一系列的规定进行，在巴斯骑士出现空缺时会选择人选替补。
巴斯勋章分为三等：
- 爵级大十字勋章（Knight/Dame Grand Cross，GCB），又譯騎士大十字勛章[1]
- 爵级司令勋章（Knight/Dame Commander，KCB/DCB），又譯騎士指揮官勛章[1]
- 三等勋章（Companion，CB），又譯同袍勛章

巴斯勋章分为民事或军事两类。在1815年之前，巴斯勋章只有一种等级，巴斯勛爵士（Knight Companion，KB），现在已经废除。获勋者通常是高级军官或高级公务员。并非英皇子民的获勋者是骑士团的荣誉成员。